# Victor Leydet (homme politique)
Pour les articles homonymes, voir Victor Leydet.
Victor Leydet est un homme politique français né le 3 juillet 1845 à Aix-en-Provence (Bouches-du-Rhône) et décédé le 22 octobre 1908 à Paris.

## Biographie
Fils d'ouvrier, il est d'abord commis pour des maisons de commerce, avant de diriger une importante fabrique d'huile d'olive.
Il se lance en politique et est élu conseiller municipal d'Aix-en-Provence en 1870, puis devient adjoint au maire de 1876 à 1882. Il est également conseiller général du canton de Peyrolles en 1880. 
En 1881, il est député des Bouches-du-Rhône. Il conserve cette fonction jusqu'en 1897. Il est inscrit au groupe de la Gauche radicale. En 1897, il devient sénateur des Bouches-du-Rhône, et ce jusqu'en 1908.
Entre 1900 et 1902, il est secrétaire du Sénat, et vice-président du Sénat de 1905 à 1906. Il est inscrit au groupe de la Gauche démocratique.

## Sources
- « Victor Leydet (homme politique) », dans Adolphe Robert et Gaston Cougny, Dictionnaire des parlementaires français, Edgar Bourloton, 1889-1891 [détail de l’édition]
- « Victor Leydet (homme politique) », dans le Dictionnaire des parlementaires français (1889-1940), sous la direction de Jean Jolly, PUF, 1960 [détail de l’édition]